# Wawrochy
Wawrochy (niem. Wawrochen, 1938–1945 Deutschheide) – wieś mazurska w Polsce położona w województwie warmińsko-mazurskim, w powiecie szczycieńskim, w gminie Szczytno. W latach 1975–1998 miejscowość położona była w województwie olsztyńskim.
Wawrochy to średniej wielkości wieś, znajduje się tu m.in. szkoła podstawowa. Położenie: ok. 3,5 km na wschód od granic Szczytna. Dojazd: Szczytno DK53 Młyńsko – Płozy – Wawrochy. Domy murowane, zachowały się tylko nieliczne drewniane chałupy.

## Historia
Wieś lokowana w 1685 na 20 włókach chełmińskich w ramach osadnictwa szkatułowego. W roku 1796 powiększono grunty wsi o 20 włóki. Murowana szkołę zbudowano we wsi na początku XX w. W 1938 r. w ramach akcji germanizacyjnej zmieniono urzędowa nazwę wsi na Deutschheide.
W Wawrochach mieszkał Bogumił Linka, mazurski działacz. Zabudowa wsi jest charakterystyczna dla Kurpiów i Puszczy Zielonej, a nie Mazur. Do końca XIX wieku nie wzniesiono tu ani jednego gospodarstwa murowanego – całość zabudowy była drewniana.